# Рейндорф, Карл Кристиан
Карл Кристиан Ре́йндорф (англ. Carl Christian Reindorf; 31 мая 1834, Аккра, Золотой Берег — 1 июля 1917, там же) — ганский историк, педагог, пастор.

## Биография
Евро-африканского происхождения, отец — датчанин, военный, позже — торговец, мать — представительница народа Га. Образование получил в школе Базельской христианской миссии. Учительствовал, позже был христианским миссионером. В 1872 году рукоположен.
Учитывая его хорошие знания традиционного лечения с помощью фитотерапии, полученные во время путешествий по Золотому Берегу, Рейндорф действовал как врач и хирург для исцеления раненых солдат во время локальной войны 1870 года между народами Га и акваму. Четырьмя годами ранее он выполнял аналогичную медицинскую роль в локальной войне 1866 года между местными племенами. В знак признательности за его медицинские услуги по лечению раненых после войны получил благодарность от британского администратора (1867—1872), а затем и губернатора (1879—1880).
Занимался также крупномасштабным выращиванием кофе, недалеко от деревни Аденкреби близ г. Абури.
К. Рейндорф — первый африканец, написавший в 1889 году историю африканского региона.
Автор «Истории Золотого Берега и Ашанти», в которой изложена политическая история народов Га, фанти и ашанти в XVI — середине XIX веков.
Основным источником для написания книги послужила устная историческая традиция, сохранению которой К. Рейндорф придавал большое значение. Опросил 200 мужчин и женщин, чтобы записать по их воспоминаниям историю, переданную этим людьми.